# Grindel (Hamburg)
Der Grindel ist ein Quartier im Stadtteil Hamburg-Rotherbaum mit dem Zentrum am Allende-Platz (früher: Bornplatz) sowie das nördlich anschließende Gebiet des Grindelberg, das heute zum Stadtteil Harvestehude gehört. Urkundliche Erwähnungen des damaligen Wald- und Feuchtgebietes westlich des (später gebauten) Dammtors finden sich ab dem 14. Jahrhundert.

## Name
Die Etymologie des Ortsnamens ist unklar. Sie könnte sich auf die natürliche Barriere beziehen, die das Wald-Moorgebiet vor Angreifern bot (ahd. Grindel: Riegel, Pfahl, im weiteren Sinne auch Sperrvorrichtungen, Palisadenwerk). Alternativ könnte es sich auch um eine altertümliche Bezeichnung für moorige, sumpfige, von (drainierenden) Fließgewässern durchzogene Landschaft handeln. Dieses Gebiet wurde u. a. von der alten Isebek nach Norden entwässert.

## Universität
Das Hauptgebäude steht in der Nähe des Dammtorbahnhofes unweit des Hauptcampus (Von-Melle-Park) mit der Staats- und Universitätsbibliothek Hamburg Carl von Ossietzky, dem Audimax sowie einigen weiteren Lehrgebäuden. Auf der anderen Seite der Grindelallee sind weitere Lehrgebäude um den Martin-Luther-King-Platz gruppiert. Den Abschluss im Westen bildet das Geomatikum nahe dem U-Bahnhof Schlump.
Mehr zur Universität im Artikel Universität Hamburg.

## Sehenswürdigkeiten

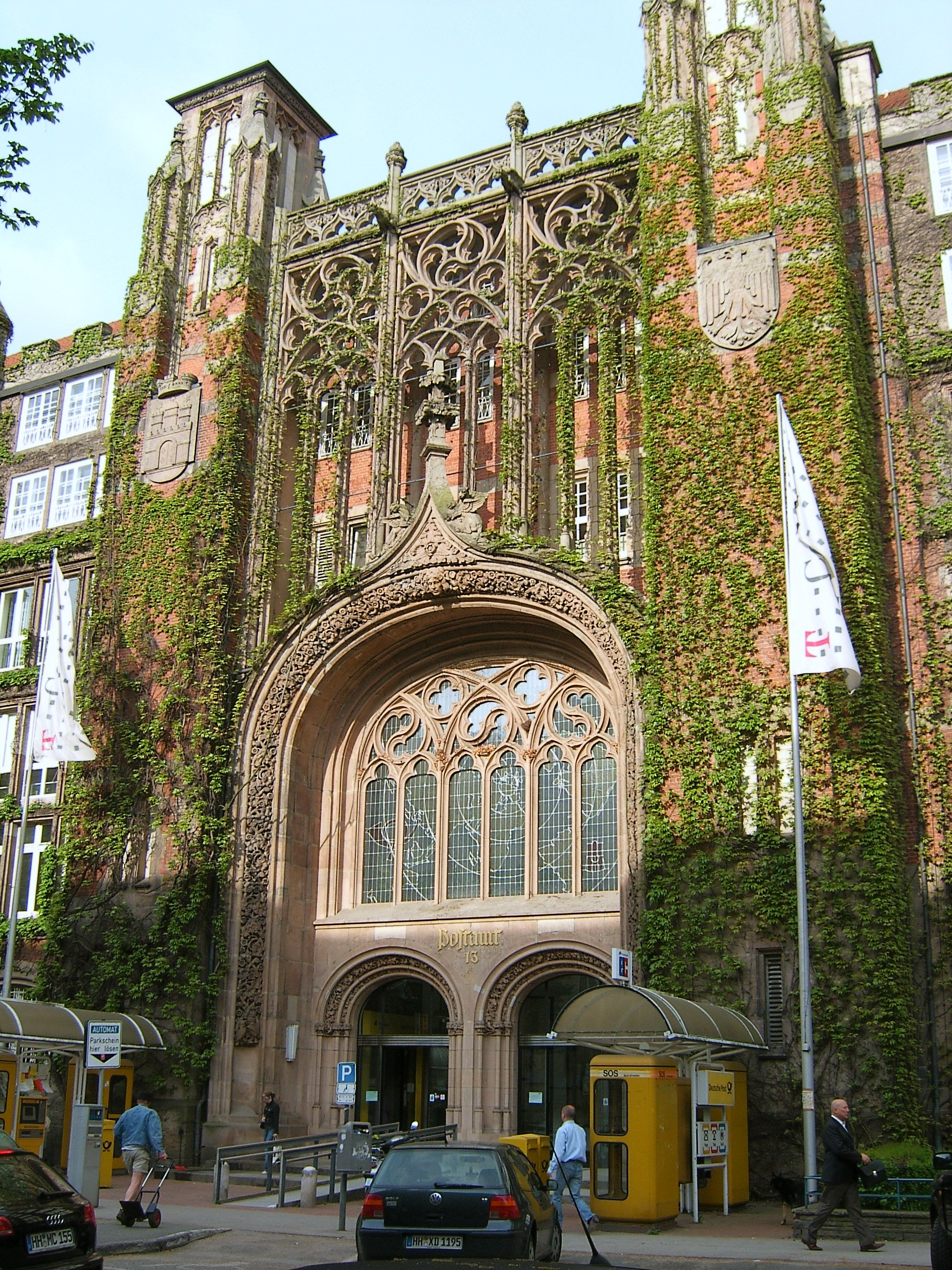
Das ehemalige Postamt 13 in der Schlüterstraße (2006)

- Die Grindelhochhäuser, zunächst als Hauptquartier der britischen Besatzungstruppen geplant, das erste Bauprojekt des Hamburger  Wiederaufbaus
- In der Straße Grindelhof befinden sich zahlreiche denkmalgeschützte Gebäude. Benennung um 1860 nach einem ehem. Waldgebiet; 2001 teilweise verkehrsberuhigt.
- Postamt 13, das ehemalige Fernvermittlungsamt der Stadt in der Schlüterstraße, wurde 1902 bis 1907 nach Plänen von Paul Schuppan und Willy Sucksdorff errichtet. Seit 2021 gehört das Gebäude der Universität, die Post wurde geschlossen.[2]
- Synagogen-Denkmal auf dem Joseph-Carlebach-Platz. Die Bodenintarsie aus polierten Granit- und rauen Pflastersteinen bildet das Deckengewölbe der ehemaligen Hauptsynagoge der Deutsch-Israelitischen Gemeinde zu Hamburg ab. Die sogenannte Bornplatzsynagoge stand von 1906 bis 1939 auf diesem Platz. Das Monument wurde am 9. November 1988, 50 Jahre nach der Zerstörung des Gebäudes, eingeweiht. Der Denkmalentwurf stammt von der Hamburger Künstlerin Margrit Kahl.

## Ein Zentrum des jüdischen Lebens in Hamburg

### Geschichte
Das Grindelviertel entwickelte sich mit dem Anwachsen Hamburgs im 19. Jahrhundert zum Zentrum der dortigen jüdischen Gemeinden. Ausdruck hierfür war unter anderem der Bau mehrerer neuer Synagogen, am bekanntesten waren die Neue Dammtor-Synagoge (1895) und die Bornplatzsynagoge (1906). Daneben entstanden Einrichtungen wie die Talmud-Tora-Schule am Grindelhof und das Deutsch-Israelitische Waiseninstitut am Papendamm. Der ehemalige Jüdische Friedhof am Grindel diente von 1835 bis 1909 als Hauptfriedhof der Hochdeutschen Israelitischen Gemeinde und der Portugiesischen Gemeinde in Hamburg.
1933, zum Zeitpunkt der Machtergreifung der Nationalsozialisten, lebten ca. 25.000 Angehörige jüdischer Gemeinden im Grindelviertel. Während der Reichspogromnacht 1938 wurden die meisten Synagogen und Gemeindeeinrichtungen zerstört. Die Synagoge am Bornplatz wurde in Brand gesetzt und abgetragen. Anschließend wurde der Bunker errichtet. Die Synagoge des Tempelverbandes Israelitischer Tempel in der Oberstraße 120 (heute: Großer Sendesaal des NDR) blieb unzerstört. Im Nachbarhaus war damals die örtliche Polizeistation untergebracht. Zwar hätten die dortigen Ordnungsorgane eine sofortige Zerstörung wohl nicht toleriert, die Schließung nach den Novemberpogromen 1938 wurde dennoch erzwungen.
Ab 1941 wurden die verbliebenen Juden, soweit ihnen nicht die Flucht gelungen war, nach Osteuropa deportiert und dort ermordet. Ab 1942 mussten Juden aus ihren Wohnungen in die Dillstraße 15 ziehen. Der Sammelpunkt für die Deportationen lag an der Moorweidenstraße zwischen dem Hauptgebäude der Universität und dem heutigen Standort der Staats- und Universitätsbibliothek Carl von Ossietzky und heißt heute Platz der jüdischen Deportierten.

### Talmud-Tora-Schule

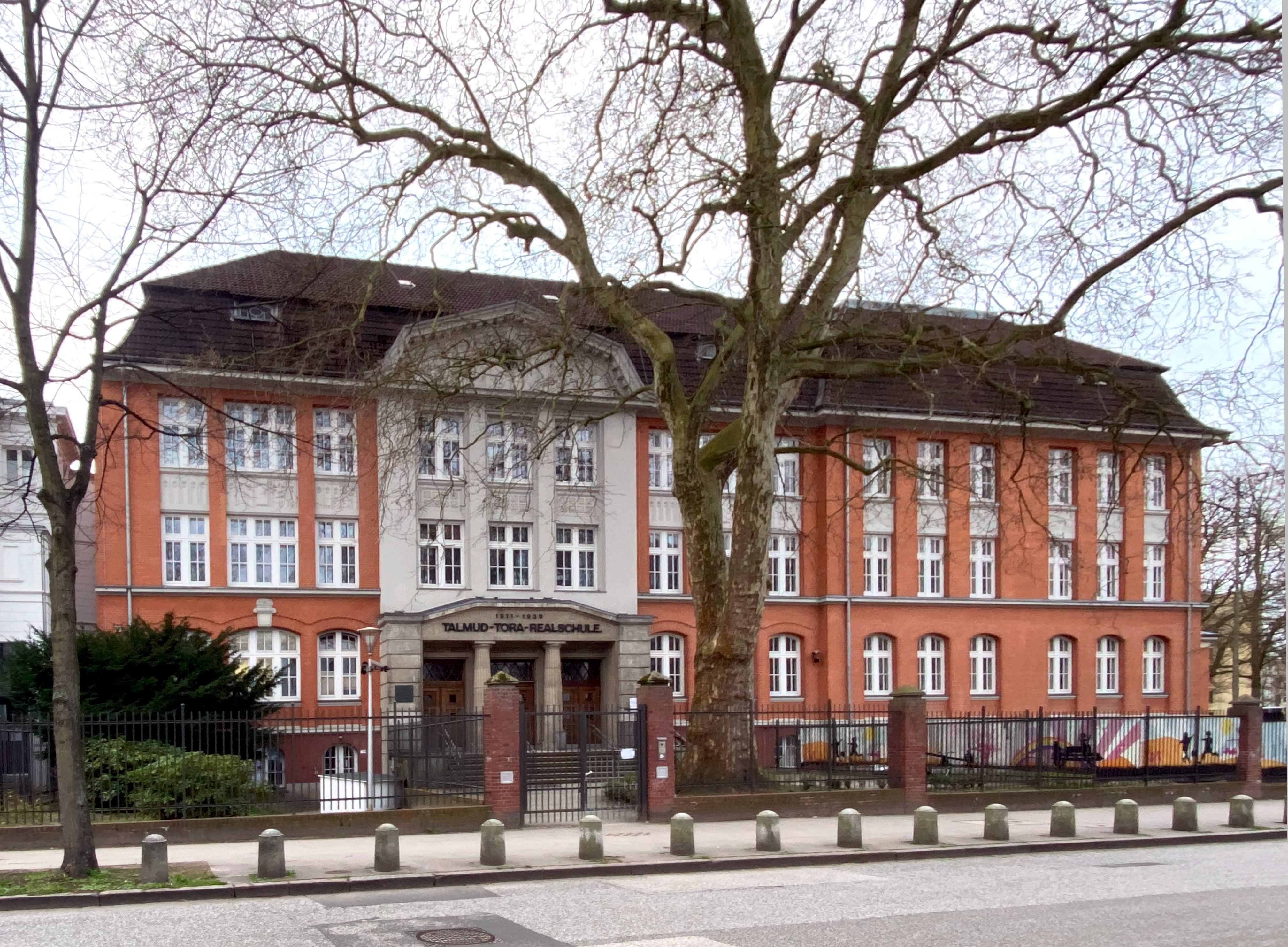
Talmud-Tora-Schule im Grindelhof

Siehe Hauptartikel Talmud-Tora-Schule.
Am 30. Juni 1942 wurde die Talmud-Tora-Schule geschlossen, zusammen mit allen jüdischen Lehreinrichtungen der Hansestadt. Von den 28 Lehrern überlebten drei.
Nach dem Krieg richtete die britische Besatzung in der Schule einen Offiziersklub ein. Bis 1968 waren verschiedene Fachbereiche der Universität dort, anschließend wurden dort angehende Bibliothekare ausgebildet.
Die Schule wurde am 30. Juni 2004 von der Stadt an die Stiftung Jüdisches Leben übergeben, die die jüdische Gemeinde unter anderem zum Zweck der Wiedererrichtung der Talmud-Tora-Schule gegründet hat. Das Gebäude wurde im Juni 2007 als jüdisches Gemeindezentrum eröffnet.
In der ehemaligen Talmud-Tora-Schule befindet sich seit dem 28. August 2007 die Josef Carlebach-Schule. Diese ist eine jüdische Grundschule bis Klassenstufe 5. Unter anderem wird dort koscheres Essen für die Kinder angeboten sowie jüdische Religionslehre und Hebräisch gelehrt.

### Heute
Auch heute bildet der Grindel ein Zentrum für die ca. 4000 in Hamburg lebenden Juden. Die Synagoge der jüdischen Gemeinde in der Hohen Weide ist nicht weit entfernt. Da orthodoxe Juden die Synagoge am Sabbath zu Fuß aufsuchen müssen, ist der Grindel eine beliebte jüdische Wohngegend.
Unter anderem gibt es den jüdischen Salon, der dem Café Leonar angegliedert ist. Im jüdischen Salon finden Literaturlesungen statt, im Café gibt es u. a. koscheren Bacon sowie Mezze und andere Leckereien der jüdischen oder nahöstlichen Küche. Das Café gleicht den Kaffeehäusern in Israel und wie es früher viele im Grindel gab. Es wurde nach den Leonar-Werken in Hamburg-Wandsbek  benannt, deren Besitzerfamilie 1938 aus Wandsbek fliehen musste, Der Besitzer erinnert so an seinen Großvater.
Ein wichtiger Chronist der jüdischen Geschichte des Grindelviertels war der 1996 verstorbene Publizist, Maler und Kunstpädagoge Arie Goral-Sternheim. Im Viertel lebte die Schriftstellerin Rada Biller, ihr Sohn Maxim Biller wuchs dort auf.
Siehe auch Bezirk Eimsbüttel – Zentrum jüdischen Lebens in Hamburg

## Stadtteilkultur

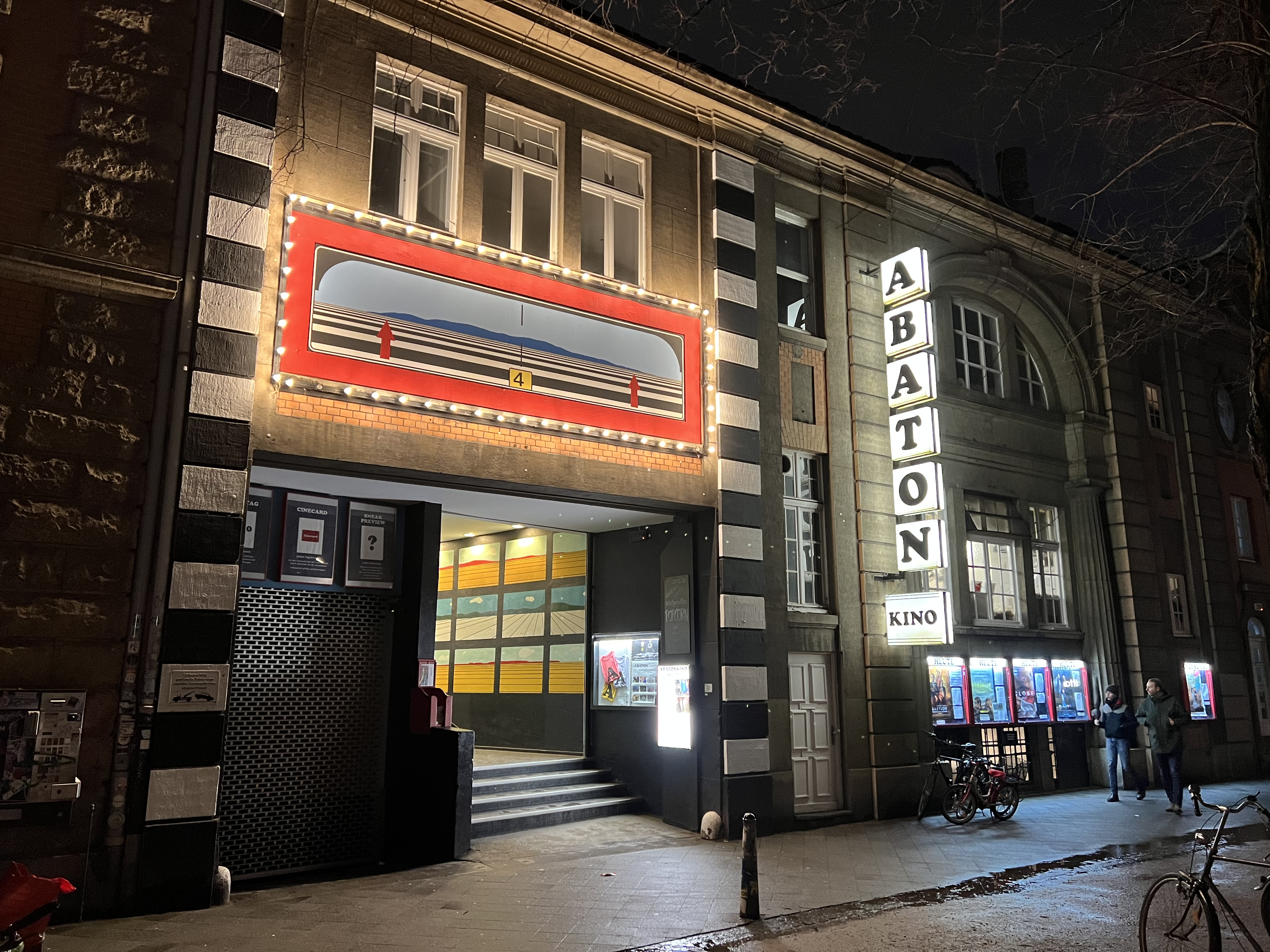
Das Abaton-Kino am Allende-Platz bei Nacht

Im Stadtteil befinden sich seit 2018 der 2020 als "Hamburgs bester neuer Club" ausgezeichnete Tonali Saal mit Platz für 100 Personen sowie die Hamburger Kammerspiele. Zudem befanden sich zwei der bekanntesten Hamburger Kinos im ehemals jüdischen Viertel. Das 1970 am heutigen Allende-Platz mit hohem künstlerischen und politischen Anspruch eröffnete Abaton gilt als erstes Programmkino Deutschlands. Gezeigt werden Filme und Filmreihen etwas abseits des üblichen Multiplex-Popcorn-Kinos.
Am Grindelberg befand sich das Grindel (offiziell zuletzt: Grindel-UFA-Palast) mit einem der größeren Säle der Stadt (753 Plätze). Es wurde 1959 als Premierenkino eröffnet und war damals eines der wenigen Kinos in Deutschland, die das extrem breite Cinerama-Format mit drei Projektoren zeigen konnten. Zahlreiche Deutschland- und Europapremieren wurden im Grindel gefeiert. Unter anderem lief mehrere Jahre lang der Film Doktor Schiwago. Nach einer dreijährigen Probephase wurden seit 2005 im Grindel vorwiegend englische Originalfassungen gezeigt. Das Grindelkino hatte damit die Funktion des ehemaligen City-Kinos am Steindamm übernommen, das am 31. Juli 2001 geschlossen wurde.
Nach einem Investorenwechsel hatte das Grindel am 26. März 2008 seine letzte Vorstellung und wurde von Februar bis April 2009, bis auf das Foyer, abgerissen.
Darüber hinaus ist das Grindelviertel Heimat der Hamburger Kammerspiele, des Tonali Saales, des Zoologischen Museums und des Mineralogischen Museums der Universität. Live-Musik hat im Musikclub Logo seit 1974 Tradition.
Unterschiedliche Ausstellungen in den Räumen der Staatsbibliothek ergänzen regelmäßig das kulturelle Angebot des Stadtteils.

## Parks

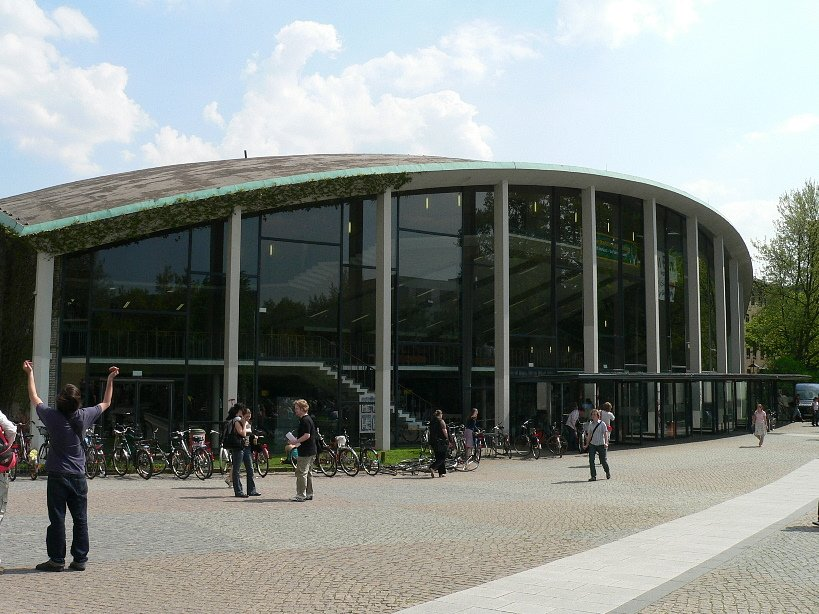
Audimax der Universität Hamburg

Die Moorweide ist ein beliebter Startplatz für Demonstrationen und Ballonfahrten.
Südlich des Grindelviertels befindet sich die Parkanlage Planten un Blomen. In südwestlicher Richtung liegt der Sternschanzenpark.
Der Von-Melle-Park (benannt nach Werner von Melle) liegt im Zentrum des Quartiers und bildet den Haupt-Campus der Universität Hamburg. Die Fläche integriert sich mit Betonelementen und wenig Grünflächen als moderner Park zwischen die Universitätsgebäude. Östlich begrenzt das denkmalgeschützte Audimax die Anlage.

## Verkehr

### Öffentlicher Personennahverkehr
Über die Grindelallee ist das Quartier durch die Metrobuslinien 4 und 5 mit der Innenstadt (Hauptbahnhof, Rathaus und Jungfernstieg) sowie Eimsbüttel, Hoheluft, bis hin nach Stellingen und Niendorf erreichbar. An der Hallerstraße fährt die U-Bahn-Linie U1. Hier verbindet auch die Metrobuslinie 15 das Grindelviertel mit der Sternschanze, Altona und den Elbvororten.
Der Bahnhof Dammtor wird von verschiedenen Linien der S-Bahn, des Regionalverkehrs und des ICE- bzw. EC-Fernverkehrs bedient und ist in wenigen Minuten zu Fuß erreichbar.
Geplant ist laut Flächennutzungsplan auch weiterhin der Bau einer weiteren U-Bahn-Linie. Die „U5“ soll am Stephansplatz aus der U1 ausfädeln und dann unter der Grindelallee über Hoheluftbrücke bis Siemersplatz führen und folgt damit dem Linienverlauf der heutigen Metrobuslinie 5. Diese Planung stammt allerdings aus den 1970er Jahren und eine Realisierung in den nächsten Jahren ist aufgrund der angespannten Hamburger Finanzlage unwahrscheinlich.
Der Verlauf der Metrobuslinie 5 wird in älteren und zwischenzeitlich aktuellen, seit 2011 vom SPD-Senat erneut verworfenen Planungen als ein Ast des möglichen Stadtbahnnetzes diskutiert. Es ist unklar, ob und wann diese Planungen konkretisiert werden.

### Fahrradverkehr
Für Hamburger Verhältnisse ist das Radverkehrsaufkommen im Grindelviertel überdurchschnittlich. Im Grindelviertel befinden sich drei (von acht (Stand 2013)) Straßenabschnitten in Hamburg, die als Fahrradstraße ausgewiesen sind. Im Verlauf der Rutschbahn verläuft die Veloroute 3 zwischen Innenstadt und Lokstedt-Niendorf. An der Universität befindet sich die Fahrradstation Rotherbaum-Dammtor, mit Fahrradparkhaus, Fahrradverleih und Reparaturservice. Derzeit befinden sich zwei StadtRAD-Stationen, darunter die hamburgweit am stärksten genutzte, im Grindel. Im Grindelviertel finden sich zahlreiche Hamburger Fahrradhäuschen, aber auch zahlreiche wild abgestellte Fahrräder.